# Pierre-Sébastien Laurentie
Pierre-Sébastien Laurentie (ur. 21 stycznia 1793 w Le Houga, zm. 9 lutego 1876 w Paryżu) – francuski historyk i publicysta o poglądach katolicko-monarchistycznych.   
Od 1816 roku współpracował z "La Quotidienne". Od 1823 był inspektorem generalnym szkolnictwa.

## Publikacje
- Études littéraires et morales sur les écrivains latins, Paris, Méquignon Fils, 1822
- Introduction à la philosophie, ou traité de l'origine et de la certitude et des connaissances humaines, Paris, Méquignon Junior (1826)
- De la légitimité et de l'usurpation (1830),
- Histoire des ducs d'Orléans (1832),
- De la Révolution en Europe (1834),
- Lettres sur l'éducation (1835-37),
- Théorie catholique des sciences (1836),
- Histoire de France en huit volumes (1841-1843),
- Lettres sur la liberté d'enseignement (1844),
- De la démocratie et des périls de la société (1849),
- La Papauté (1852),
- L'Esprit chrétien dans les études (1852),
- Les Rois et le Pape (1860),
- Rome et le Pape (1860),
- Rome (1861),
- Le Pape et le Czar (1862)[2],
- Histoire de l'Empire Romain (1862)
- Philosophie de la prière (1864)
- L'Athéisme social et l'Église, schisme du monde nouveau (1869),
- Épisode de l'émigration française (1869)
- Les Crimes de l'éducation française (1872)